# Casfésoca
Casfésoca ou Cafésoca est une île de la Guyane située sur le fleuve Oyapock.

## Géographie
L'île de Casfésoca est située à la frontière avec le Brésil, juste avant le Saut des Grandes-Roches. L'île est au centre de rapides du même nom.

## Histoire
Frédéric Bouyer y relate un massacre le 7 juillet 1841, lors d'un guet-apens dans le poste militaire qui y a été établi alors que les Bonis s'avançaient avec confiance pour parlementer. Onze personnes, des bonis, dont neuf hommes et deux femmes sont tués par les militaires français. Une personne est faite prisonnier. Bouyer condamne ces actes. 
Le poste militaire devient ensuite une prison avant d'être abandonné.